# Meandro encajado

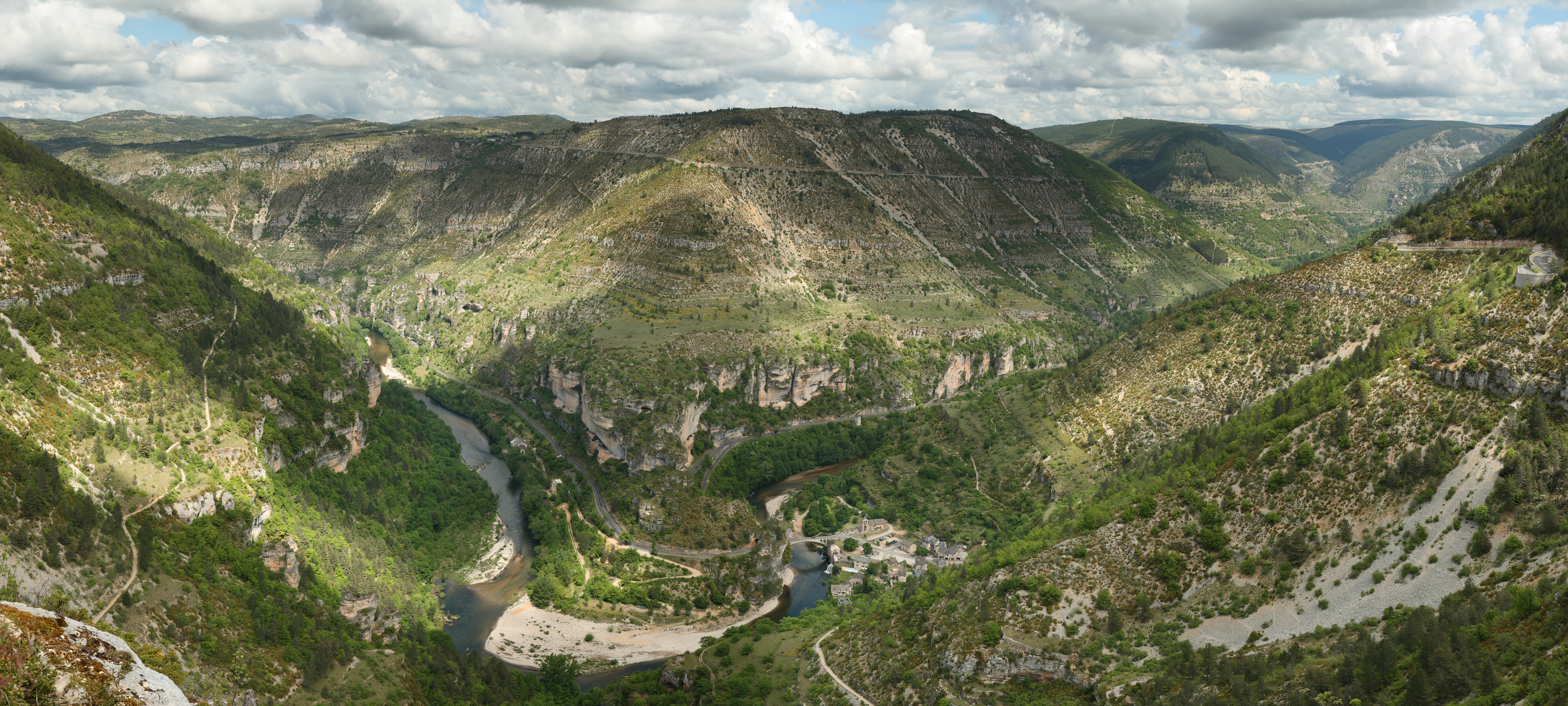
Los meandros encajados del río Tarn en Sant Chely du Tarn, una imagen de gran resolución destacada en Commons.

Un meandro encajado es un meandro que ha socavado bastante la roca subyacente. Su origen se debe al levantamiento del relieve en una zona plana donde el río formó meandros originalmente o a la disminución del nivel de base del río, por lo que la erosión regresiva va adentrándose en el relieve, profundizando los meandros como es el caso del río Júcar aguas abajo de Jorquera y el río Cabriel casi en todo su cauce. 

## Tipos de meandros encajados
Se dan dos variedades:

### Meandro ensanchado

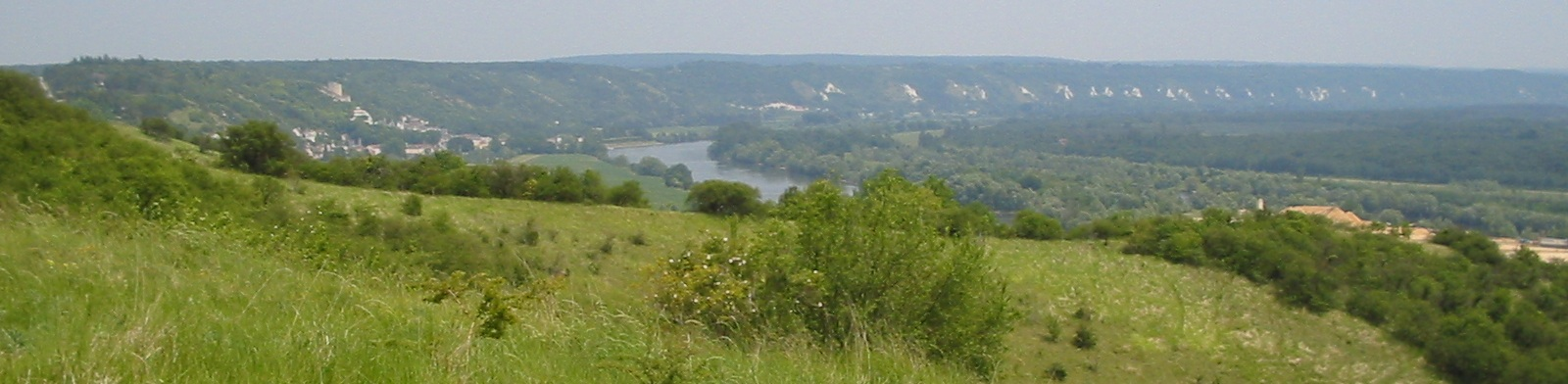
Río Sena en La Roche-Guyon.

En un meandro ensanchado, el movimiento lateral ha quedado muy limitado al descender el nivel de base y disminuir en consecuencia la velocidad de las aguas. Tiene un talud de sedimentación fluvial en la orilla convexa y un talud de erosión en la cóncava (p.e. el río Sena en La Roche-Guyon). El descenso del nivel del cauce ha aislado los antiguos taludes cortados por las aguas del río cuando el nivel era mucho más alto. Como resulta lógico, al descender el nivel del cauce, los taludes antiguos compuestos por creta y otros minerales y rocas sedimentarias del Mesozoico, han quedado completamente inactivos y ya las aguas, incluso en sus niveles máximos, han dejado de acercarse a ambos taludes
En sentido estricto, no se trata de un verdadero meandro encajado, sino de un meandro divagante con las orillas estabilizadas, bien sea por razones naturales (por ejemplo, por la existencia de una elevación natural del relieve que el propio río tiene que rodear) o por razones humanas (por la estabilización de los cauces para evitar las inundaciones). 

### Meandro de valle o profundizado
En un meandro de valle (que es el verdadero meandro ancajado), no existe un movimiento lateral con efectos importantes (p.e. el el río Tajo, en Toledo), el Júcar en Alarcón, el Cabriel en casi todo su cauce o el Río Tarn en Sant-Chely-Tarn, estos dos últimos representados en las imágenes. Su origen se debe al curso divagante de un río en una meseta casi horizontal: al disminuir el nivel de base de dicho río, bien sea por la erosión remontante desde fuera de la meseta o por el ascenso general del relieve a escala regional, las aguas del río se ven obligadas a ir cortando en profundidad el relieve, pero en el mismo lugar donde se encontraban los meandros divagantes originales. 
También existe el Meandro divagante o meandro libre, que es el tipo más frecuente en las llanuras de desnivel muy escaso. Se estudia en otro artículo (Meandro) ya que no se trata de un verdadero meandro encajado.

## Usos de los meandros encajados

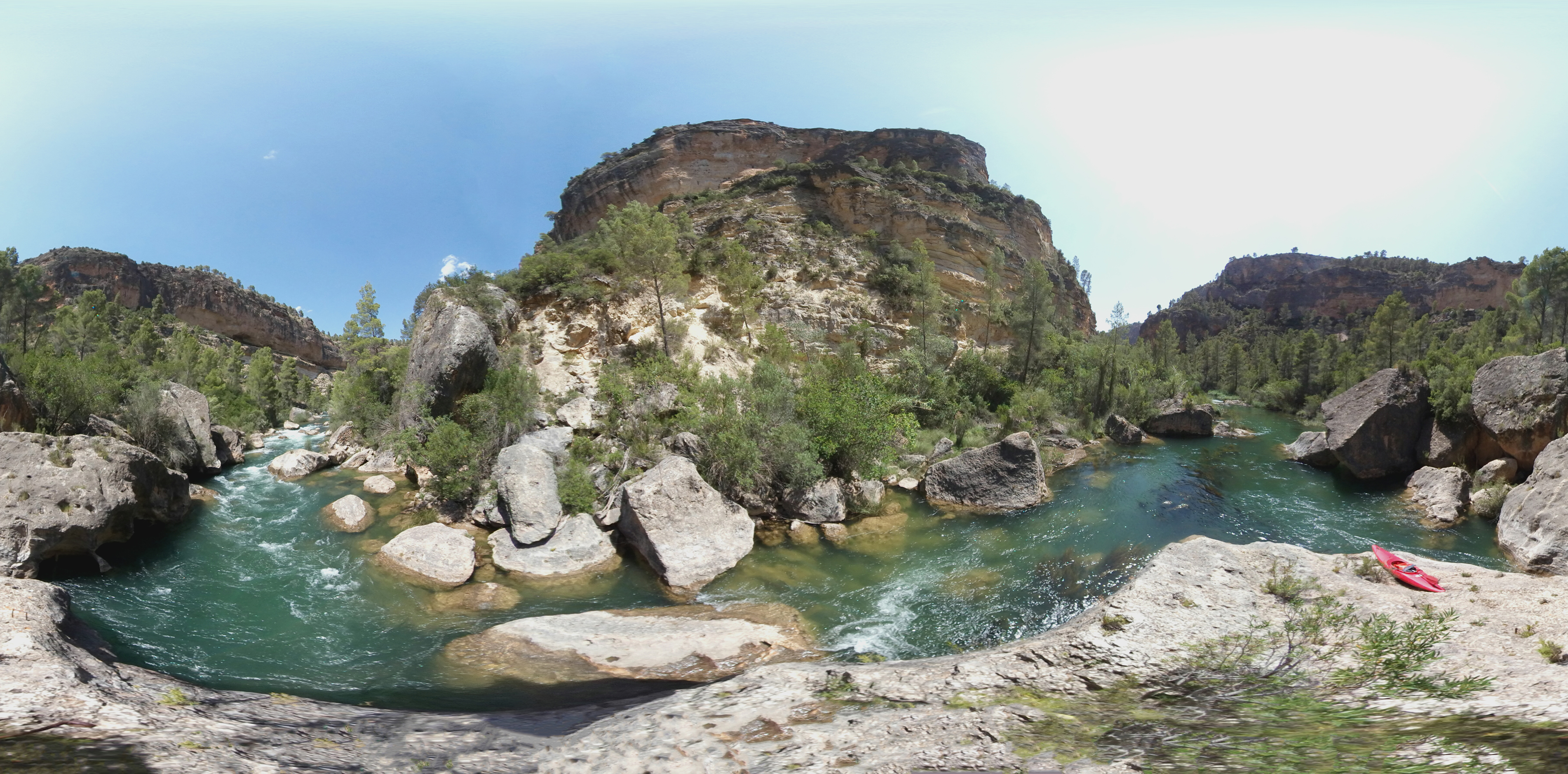
Hoz del purgatorio río Cabriel

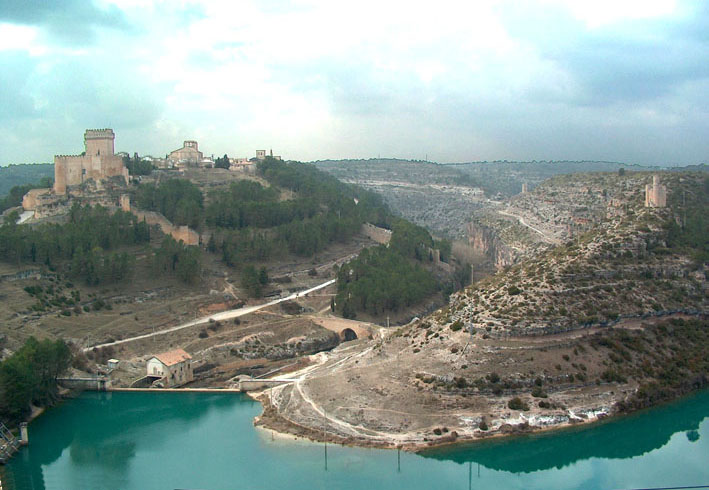
Vista de Alarcón con su castillo y embalse, en el río Júcar.

### Turismo
Muchos de los meandros encajados se han convertido en zonas de interés público o turístico como parques naturales. Tal es el caso, en España, de las Hoces del río Cabriel,  Hoces del río Duratón, los Arribes del Duero, y en otros países, las Puertas de Hierro en el Danubio, el Gran Cañón del río Colorado en los Estados Unidos, las Gargantas del Yangzi en China y muchos más. En algunos casos, los meandros han servido para establecer la ubicación de algunas ciudades. Tal es el caso de San Antonio (Texas) en los Estados Unidos, ciudad que fue fundada por misioneros españoles y pobladores de origen canario, en 1731. Los numerosos meandros del río San Antonio obligaron a los primeros habitantes de origen español a construir numerosos puentes, lo que se convirtió en un atractivo de la ciudad. Este hecho se describe en uno de los cuentos de O. Henry de la colección titulada "Corazón del Oeste".

### Energía hidroeléctrica
El embalse de Alarcón en el río Júcar es un buen ejemplo de este tipo de usos.